# 崔江水
崔江水（1953年10月—），河北晋州人。男，汉族。1970年12月参加工作，1979年3月加入中国共产党。河北工学院（现河北工业大学）机械二系汽车与拖拉机专业毕业，大学本科学历。
历任河北省人大常委会办公厅秘书；省外经贸厅副处长，省进出口贸易公司副总经理，省土产进出口公司总经理，省对外贸易经济合作厅副厅长，省人民政府开放办公室主任、省招商局局长，省商务厅厅长等职。2008年1月，任中共邯郸市委书记。2011年1月15日，被增补为河北省政协副主席。2017年1月，不再担任河北省政协副主席。